# Ruschia lisabeliae
Ruschia lisabeliae är en isörtsväxtart som beskrevs av L. Bol. Ruschia lisabeliae ingår i släktet Ruschia och familjen isörtsväxter. Inga underarter finns listade i Catalogue of Life.